# Didymodon glacialis
Didymodon glacialis là một loài rêu trong họ Pottiaceae. Loài này được (Funck ex Brid.) Wallr. mô tả khoa học đầu tiên năm 1831.